# Citywing
Citywing war der Markenname der Citywing Aviation Services Limited. Sie war eine britische virtuelle Regionalfluggesellschaft mit Sitz auf der Isle of Man und Basis auf dem Flughafen Isle of Man. Sie ließ ihre Flüge durch andere Fluggesellschaften ausführen und war ausschließlich im Bereich Marketing und Ticketverkauf tätig.

## Geschichte
Im November 2012 wurde bekannt gegeben, dass Manx2 durch die Geschäftsführung aufgekauft wurde und zum 22. November 2012 wurde Citywing gegründet. Am 1. Januar 2013 wurden die Vermögenswerte von Manx2 von der neuen Firma Citywing erworben und die Flüge wurden auf der Website der neuen Firma zum Verkauf angeboten. Der erste Flug mit der Marke Citywing startete am 2. Januar 2013.
Am 11. März 2017 stellte Citywing ihren Betrieb ein; die Liquidierung des Unternehmens wurde eingeleitet. Grund hierfür war das Auflaufen umfangreicher Verluste, nachdem die britische Luftfahrtbehörde die Genehmigungen des tschechischen Citywing-Partners Van Air Europe widerrufen hatte und Citywing infolgedessen Kapazitäten bei außenstehenden Gesellschaften einkaufen musste.

## Flugziele
Mit Stand Januar 2013 bot Citywing von ihrer Heimatbasis auf der Isle of Man aus Flüge nach Blackpool, Gloucester und Newcastle sowie von Belfast nach Blackpool und von Cardiff nach Valley an.

## Flotte
Mit Stand September 2015 bestand die Flotte der Citywing aus fünf Let L-410 (betrieben durch Van Air Europe).

## Zwischenfälle
Citywing verzeichnete in ihrer Geschichte keinen Unfall mit Todesopfern.
Das Vorgängerunternehmen Manx2 verzeichnete in seiner Geschichte einen Unfall mit Todesopfern:
- Am 10. Februar 2011 verunglückte eine von Belfast kommende Fairchild Metroliner SA-227-BC mit dem Luftfahrzeugkennzeichen EC-ITP auf dem Manx2-Flug 7100 bei der Landung auf dem Flughafen Cork. Das Flugzeug überschlug sich im dichten Nebel und ging in Flammen auf, von den zehn Passagieren und zwei Besatzungsmitgliedern an Bord starben sechs Personen.[5][6]